# Milun Mitrović
Milun Mitrović (Rujevica, 15. decembra 1922 — 1. novembar 2010) srpski je umetnik. 

## Biografija
Četvorogodišnju gimnaziju je završio 1937. godine, a učiteljsku školu diplomirao 1943. godine u Aleksincu. Od 1948. do 1951. godine bio je saradnik u Majstorskoj radionici profesora Mila Milunovića, u kojoj su izučavane zidne tehnike. Diplomu magistra nauka u oblasti zidnog slikarstva dobio je na Fakultetu likovnih umetnosti u Beogradu 1972. godine. 
Član Udruženja likovnih umetnika Srbije (ULUS) je postao 1948. godine i iste godine izlagao na VII izložbi ULUS-a. Od 1951. godine je član grupe „Samostalni“, a od 1957. godine do 1958. godine „Grupe 57“. Od 1963. do 1982. godine je profesor Više pedagoške škole. Od 1976-1982. godine vanredni profesor Fakulteta dramskih umetnosti u Beogradu (Grupe za film i televiziju). Bio je član predsedništva likovnih pedagoga Jugoslavije i član međunarodnog udruženja (INSE). Izdao je knjigu iz teorije umetnosti, „Forma i oblikovanje“.

## Izložbe

### Samostalne izložbe pastela
- 1956. Beograd,Galerija grafičkog kolektiva
- 1963.Beograd,Likovna galerija Kulturnog centra Beograda
- 1968.Beograd,Salon muzeja savremenih umetnosti
- 1969.Kragujevac,Radnicki univerzitet
- 1974.Beograd,Galerija Kulturnog centra Beograda
- 1976.Novi Sad,Likovni salon Doma JNA

### Samostalne izložbe na kojima su izlagani pasteli
1957.Skoplje,Umetnička galerija
1959.Titograd,Umetnički paviljon
1960.Kragujevac,Hol Doma Pionir
1961.Smederevo,Sala gradske čitaonice
1962.Subotica,Gradska izložbena sala
1963.Zrenjanin,foaje Narodnog pozorišta
1971.Ečka,Mala galerija umetničke kolonije
1973.Sokobanja,Hotel Turist Aleksinac,Dom omladine
1978.Sokobanja,Centar za kulturu
1979.Zaječar,Narodni muzej
1983.Sokobanja,hol Zavoda za rehabilitaciju
1986.Beograd, Umetnički paviljon Cvijeta Zuzoric
1987.Čačak,Umetnicka galerija Nadezda Petrovic
1988.Smederevska Palanka,Narodni muzej

### Grupne izložbe na kojima su izlagani pasteli
1961.Beograd,I trijenale likovne umetnosti
1962.Čacak,II memorijal Nadezde Petrović
1963.Zagreb,Suvremena srpska umjetnost
1964.Beograd,II trijenale likovne umetnosti Beograd,Izložba ULUS-a
1965.Ljubljana,Razstava društva likovnih umetnikov Srbije
1967.Beograd,III trijenale
1968.Ečka,XII izlozba umetničke kolonije Ečka
1969.Zrenjanin,XIV izlozba umetničke kolonije Ečka
1970.Beograd,XI oktobarski salon
1971.Subotica,10. likovni susret
1972.Subotica,11. likovni susret
1973.Ečka,XVIII izložba umetničke kolonije Ečka
1975.Beograd,LVII izlozba ULUS-a
1976.Keln,Jugoslovenski centar New York,USA.Kanada
1977.Novi Beograd,XVI majska izložba
1978.Beograd,izložba ULUS-a
1979.Beograd,20. oktobarski salon
1980.Beograd,63. izložba ULUS-a
1981.Beograd,galerija ULUS-a

## Likovna kritika
| NIN, Beograd, 27. januar 1974.Djordje Kadijevic - Linija nasledja |
| --- |
| „....Upravo tako je nastao karakterističan Mitrovićev stil u slikanju pejzaža milunovićevski sintetičan,usmeren ka suštini,ali originalan po temperamentu robustnijeg gesta no u učitelja,ponegde neskriveno hirovit,ispunjen nekom jedva uzdrzanom žudnjom za potpunim podvrgavanjem likovnog sadržaja procesu redukovanja "na bitno" koje vodi do same granice apstrakcije....“ |

| Politika, Beograd, 19. januar 1974. Pavle Vasić - Pasteli Miluna Mitrovića |
| --- |
| „....Mitrović je bio jedan od retkih slikara koji su slikali predeo u Srbiji.Na taj način on je uspeo da stvori jednu originalnu viziju Srbije,njenih predela, bregova i polja koji su stekli već pravo gradjanstva u našem savremenom slikarstvu.S vremenom ,a pogotovo poslednjih godina Mitrovićev stav je postao sve sažetiji i sadržajniji.On je ostvario jedno delo u pogledu motiva prečišceno u pogledu stila,posmatrano kroz prizmu njegove individualnosti koja je u ovo slikarstvo unela jos više uzdrzanosti,karakterističnih kao osobine našeg etosa....“ |

| Književne novine, 16. januar 1974. Sreto Bošnjak - Odanost predelu |
| --- |
| „....Mitrović polazi od motiva,od vidjneog najčešce predela(i pokatkad akta) prema kome on oseća neku nostalgičnu vezanost i odanost,da bi u rezultatu u produžetku gradjenja slike našao ravnotežu u stilskoj objedinjenosti elemenata inspirativnog impulsa(pejzaža) i sredstava iskazivanja,linije,boje, fakture....“ |

## Spoljašnje veze
- https://www.milunmitrovic.com/sr/